# Limbonic Art
Limbonic Art (engl. ‚limbonische Kunst‘, von lat. Limbus) ist eine Black-Metal-Band aus Sandefjord, Norwegen.

## Geschichte
Limbonic Art wurde 1993 gegründet und bestand für kurze Zeit aus einer Vier-Personen-Besetzung. Als diese sich aufgrund musikalischer Differenzen trennte, blieb nur Daemon (Vidar Jensen) übrig, der die Band mit Morfeus (Krister Dreyer) fortführte und mit diesem ihren Kern bildet. Daemon übernahm dabei Leadgesang, Gitarren und Texte, während Morfeus für Elektronik, Leadgitarren und Hintergrundgesang zuständig wurde.
1996 bot Samoth von Emperor und Nocturnal Art Productions der Band einen Plattenvertrag an, nachdem er ihr Material gehört hatte. Dort blieb sie bis zu ihrer Auflösung. Im April 1996 nahm Limbonic Art eine Promo-Kassette auf und veröffentlichte diese bei Nocturnal Art Productions. Außerdem wurde ein Album angekündigt, das dort im Laufe des Jahres erscheinen solle. Im Herbst kam ihr Debütalbum Moon in the Scorpio heraus. 1997 begleitete Limbonic Art Emperor auf einer Tournee und brachte das zweite Album heraus, das im Studio eines Freundes in ihrer Heimatstadt aufgenommen wurde, da die Gruppe die Atmosphäre bei der Arbeit im vorigen Studio schrecklich fand.
Aufgrund der Nachfrage nach den Promo-Aufnahmen spielte Limbonic Art die darauf enthaltenen Lieder neu ein und brachte diese 1998 auf Epitome of Illusions heraus. 1999 folgte Ad noctum – Dynasty of Death, das letzte Album mit Morfeus’ damaliger Freundin Morgana. Danach erschienen bis 2002 keine weiteren Alben. 2000 und 2001 folgte je ein Box-Set, 2001 außerdem ein Beitrag zu Originators of the Northern Darkness – A Tribute to Mayhem. 2002 kam The Ultimate Death Worship heraus, auf dem Attila Csihar mitwirkte. 2003 löste sich Limbonic Art auf, da die Mitglieder sich hauptsächlich auf andere Dinge konzentrierten. Morfeus war mit Dimension F3H aktiv, Daemon mit Sarcoma Inc. und dem Gesang auf dem Debüt von Samoths Band Zyklon.
Ab Winter/Frühling 2006 hatten Morfeus und Daemon wieder verstärkt Kontakt, und am 6. Juni 2006 (ein Spiel mit der Zahl 666) wurde die Wiedervereinigung Limbonic Arts verkündet. 2007 erschien Legacy of Evil, ebenfalls bei Nocturnal Art Productions. Erneute Auftritte schloss Morfeus aus.
Mittlerweile ist die Band ein Ein-Mann-Projekt von Daemon, der auch das aktuelle Album Phantasmagoria im Alleingang komponierte und einspielte.

## Stil
Limbonic Arts erste Kassette deutete ihre eigene Herangehensweise an symphonischen Black Metal laut Nocturnal Art Productions nur an. Die Promokassette von 1996 hat laut der Gruppe selbst eine „ziemlich arme und chaotische Tonqualität“, da sie auf einem Heimstudio-Rekorder aufgenommen wurde, sollte dem Hörer jedoch kein endgültiges Bild von den Klanglandschaften Limbonic Arts vermitteln, sondern etwas Einsicht in das, was zu erwarten sei. In Abhorrence Dementia ist laut Aedd.Gynvael vom Mortem Zine „definitiv ‚gestörter‘“ als das Debüt, worauf Morfeus entgegnete, er glaube nicht, dass jemand Limbonic Art jemals als geistig gesund bezeichnet habe, und es vermutlich eine natürliche Entwicklung gewesen sei.
Aedd.Gynvael bezeichnete Ad noctum – Dynasty of Death als Meilenstein in der Geschichte Limbonic Arts. Die Gitarren rückten hier gegenüber den Keyboards und Aggression gegenüber der Melancholie in den Vordergrund; es war ihre Hauptintention, eine gewisse Aggression in dieses Werk einfließen zu lassen, wie Morfeus schrieb. Das Album ziehe, so Aedd.Gynvael, einen dicken Strich nach ihren frühen Jahren und beeinflusse den Klang der Gruppe noch immer. Textlich rückte Limbonic Art von „Weltraummelancholie und Irrsinn zu ägyptischer Kultur und Todeskult“.
Das folgende Album The Ultimate Death Worship beschreibt Jason Ankeny von Allmusic als „wild“. Es enthält Elemente aus dem Thrash Metal und Death Metal und wird von Aedd.Gynvael als ihr „am wenigsten idiomatisches Album“ bezeichnet, dem viele der klassischen Limbonic-Art-Komponenten fehlten. Morfeus bezeichnete es als das Limbonic-Art-Album, das er wohl am wenigsten möge; die Lieder seien gut, aber er sei mit der Produktion nicht zufrieden. Ankenys Kollege John Serba ist der Ansicht, dass die Auflösung Emperors eine Lücke in der Black-Metal-Szene hinterlassen habe und es keine Überraschung sei, dass Limbonic Art sich bemühe, diese Lücke zu füllen. Das Album biete jedoch „genug überzeugend seltsamen Avantgarde-Horror, um auf seinen eigenen verwachsenen, paarhufigen Füßen zu stehen“. Es repräsentiere die „hässliche, pockennarbige Seite des symphonischen Black Metal“ und verbinde in den Liedern Suicide Commando und Interstellar Overdrive gesprochene Interludien und Filmmusik-Elemente mit Blastbeats und an einen Heuschreckenschwarm erinnerndem Gitarrenklang; das Arrangement von Towards the Oblivion of Dreams sei labyrinthartig.
Das erste Album nach der Wiedervereinigung, Legacy of Evil, ist laut Alex Henderson von Allmusic schwerer und kraftvoller als ihre älteren Aufnahmen, Limbonic Art sei jedoch immer noch relevant für den symphonischen Black Metal und bevorzuge immer noch eine Herangehensweise, die „melodischer, komplexer und nuancierter als harschere Black-Metal-Künstler wie Marduk und Gorgoroth“ sei. Legacy of Evil sei „leicht uneben“, aber der Großteil des Material sei respektabel, aber nicht spektakulär. Die Keyboards wurden weniger prominent eingesetzt als auf früheren Veröffentlichungen. Henderson zufolge ist Phantasmagoria, der erste von Daemon im Alleingang ersonnene Tonträger, möglicherweise Limbonic Arts bisher schwerstes Album. Es sei immer noch melodisch und weise noch immer das symphonische Element auf, sei aber nicht so poliert wie Dimmu Borgir oder Cradle of Filth. Das Album bemühe sich „um Nuance wie um mörderische Eindringlichkeit“. Phantasmagoria sei, wie Legacy of Evil, leicht inkonsistent. Größtenteils sei die Scheibe jedoch einnehmend, und Limbonic Arts Verwendung eines Drumcomputers hindere sie nicht daran, Wunden und Hautabschürfungen zuzufügen.
2024 erscheint das neunte Album. Mit Opus Daemonical führt Vidar "Daemon" Jensen die Entwicklung von Limbonic Art weiter, die er mit Legacy of Evil begonnen hat; gleichzeitig hält er fest am atmosphärischen und cineastischen Charakter, der die Band von ihrem Beginn an ausgezeichnet hat.

## Diskografie
- 1995: Promo Rehearsal ’95 (Promo)
- 1996: Promotion Tape (Promo)
- 1996: Moon in the Scorpio
- 1997: In Abhorrence Dementia
- 1998: Epitome of Illusions
- 1999: Ad noctum – Dynasty of Death
- 2000: Chronicles of Limbo (Box)
- 2001: Limbonic Art volume 1-4 (Box)
- 2001: De mysteriis Dom Sathanas auf Originators of the Northern Darkness – A Tribute to Mayhem
- 2002: The Ultimate Death Worship
- 2007: Legacy of Evil
- 2009: 1995-1996 (Best of)
- 2010: 1996 (Best of)
- 2010: Phantasmagoria
- 2017: Spectre Abysm
- 2024: Opus Daemoniacal